# Semёn Davidovič Aranovič
Semёn Davidovič Aranovič (Deražnja, 23 luglio 1934 – Amburgo, 8 settembre 1996) è stato un regista sovietico.

## Filmografia parziale

### Regista
- Krasnyj diplomat (1971)
- Slomannaja podkova (1973)
- ... I drugie oficial'nye lica (1976)
- Letnjaja poezdka k morju (1978)
- Torpedonoscy (1983)